# Harakat Tahrir
El Moviment per a l'Alliberament de Saguia el Hamra i Wadi el Dhahab, també anomenat Moviment d'Alliberament (àrab: حركة تحرير, Ḥarakat Taḥrīr), Moviment per a l'Alliberament del Sàhara , Organització Avançada del Sàhara or o simplement Partit Musulmà va ser un moviment nacionalista saharaui creat a finals de la dècada del 1960 per Muhammad Bassiri, un periodista saharaui i mestre corànic.
El seu objectiu era l'alliberament pacífic del govern colonial espanyol i l'assoliment de l'autodeterminació del Sàhara Occidental. Inicialment es va a organitzar i operar en secret, però va revelar la seva existència en una manifestació a Al-Aaiun (Laayoune) contra el govern espanyol el 1970, intentant lliurar una petició als governants colonials espanyols que demanaven un millor tractament i el Sàhara Occidental independència. La protesta va ser suprimida de manera immediata i sanguinària per les forces colonials. La massacre i els disturbis posteriors han estat anomenats Intifada de Zemla, pel lloc on es va celebrar la manifestació. Els seus militants foren perseguits i el propi Basiri va ser arrestat i "desaparegut" sota custòdia espanyola. Se suposa que va estar assassinats pels seus captors, i és comptat pel moviment nacionalista saharaií actual com el seu primer màrtir actual. (El Marroc, que afirma que el Sàhara Occidental és la seva pròpia província, també ha intentat per adaptar el seu llegat, argumentant que Harakat Tahrir estava interessat principalment a expulsar Espanya, no a aconseguir la independència com una nació separada del Marroc).
Després de l'aixafament del Harakat Tahrir, els nacionalistes saharauis van abandonar l'esperança d'un final pacífic del govern colonial. Al maig de 1973 es va formar el militant Front Polisario sota el lideratge de Mustafà Said Al-Uali, demanant la revolució armada contra el govern espanyol. El Polisario, que encara està actiu, giraria les seves armes contra les forces marroquines i mauritanes que van envair el Sàhara Occidental després de la sortida d'Espanya el 1975.